# هنري أ. والش

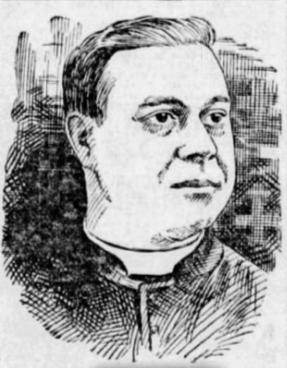
الأب. هنري أ. والش

هنري أ. والش هو كاهن أمريكي من أبرشية بوسطن .

## الحياة الشخصية
ولد والش في نيوتن بولاية ماساتشوستس لكنه انتقل عندما كان طفلاً إلى شرق بوسطن حيث التحق بمدرسة تشابمان. ثم التحق بكلية بوسطن وتخرج عام 1883. حضرالندوة الكبرى في مونتريال لعدة سنوات حتى اكتملت مدرسة القديس يوحنا في بوسطن. وبمجرد أن تم ذلك، انتقل إلى سانت جون وتم ترسيمه كعضو في صفهم الأول.
كان لديه شقيقان، ريتشارد إل، الذي كان أيضًا كاهنًا، وإدوارد ب كان كلا الكاهنين على المذبح عندما تزوج إدوارد.

## وفات
توفي والش في 2 فبراير 1929 في بيت القسيس سانت ماري بسبب الالتهاب الرئوي .